# Giulio Romano

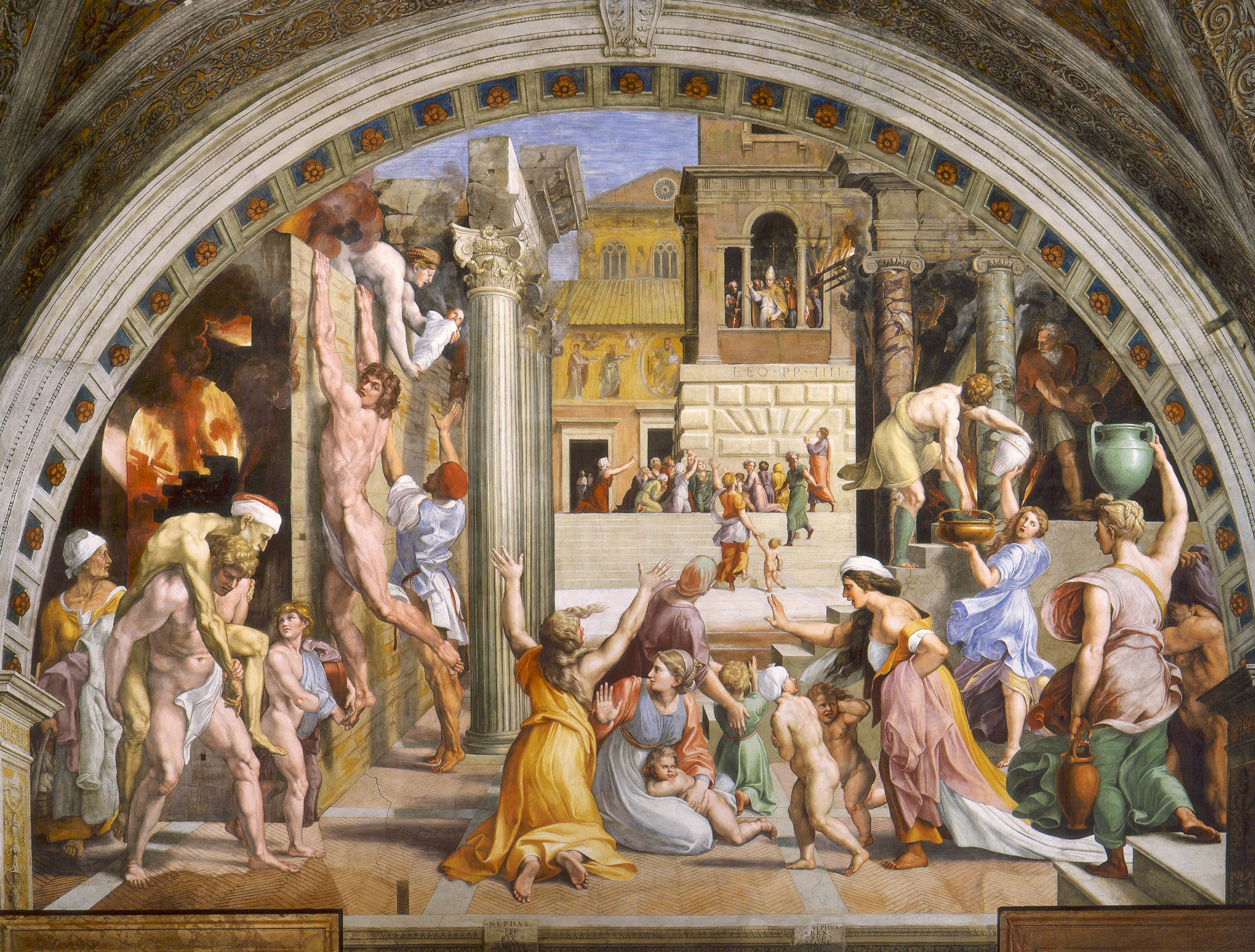
El incendio del Borgo, fresco en las Estancias de Rafael en el Palacio Apostólico de la Ciudad del Vaticano.

Virgen con el Niño, Galleria Nazionale d'Arte Antica, Roma.

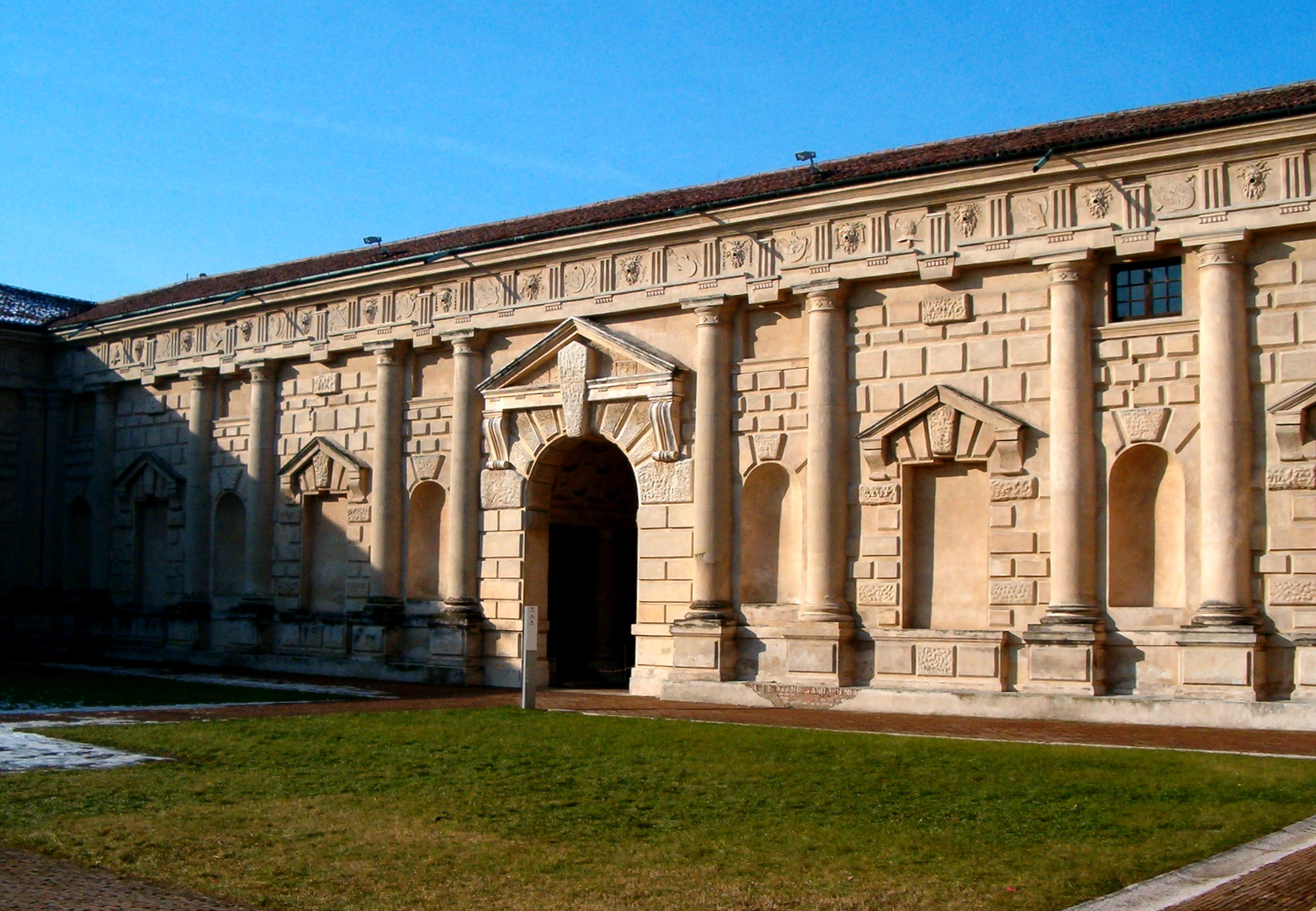
Palazzo Te, Mantua.

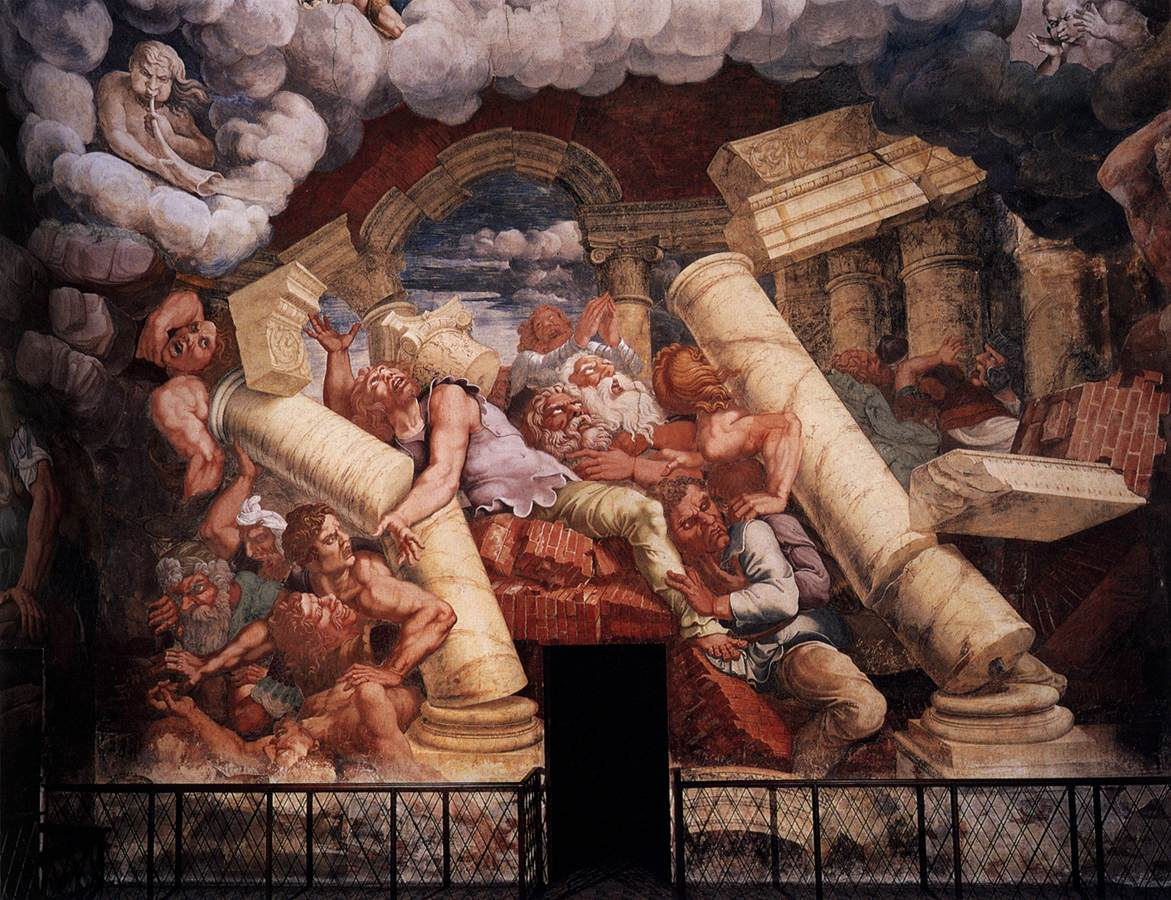
Caída de los Gigantes, Palazzo Te, Mantua.

Giulio Pippi, más conocido como Giulio Romano (Roma, h. 1499-Mantua, 1 de noviembre de 1546), fue un pintor, arquitecto y decorador italiano del siglo XVI, prominente alumno de Rafael, cuyas innovaciones en relación con el clasicismo del alto Renacimiento ayudaron a definir el estilo denominado manierismo. Los dibujos de Romano han sido muy buscados por los coleccionistas. Los grabados de la época sobre su obra fueron una contribución significativa para la difusión del estilo manierista en toda Europa.

## Biografía
En su juventud, como joven asistente en el estudio de Rafael, Giulio Romano trabajó en muchos frescos de las logias del Palacio Apostólico Vaticano, diseñados por su maestro, y también en las Estancias de Rafael de los palacios papales, en un grupo de figuras para el fresco Incendio del Borgo. También colaboró en la pintura de los cielorrasos de la Villa Farnesina.
Tras la muerte de Rafael en 1520, Romano ayudó a completar los frescos sobre la vida de Constantino en el Palacio Apostólico, así como obras inconclusas de Rafael, entre ellas Coronación de la Virgen y Transfiguración. En la ciudad de Roma, decoró la Villa Madama para el cardenal Julio de Médici, luego papa Clemente VII. Los frescos de Romano carecen de la majestuosidad y serena simplicidad de las obras de Rafael. 
Sus primeras obras arquitectónicas señalables fueron realizadas en Roma: la Villa Lante (1518-1521) edificada sobre la colina del Janículo para Baldasarre Tunni da Pescia, y el Palacio Stati-Maccarani (1521-1524).
Después del Saqueo de Roma en 1527 y la muerte de León X, el mecenazgo romano decrece. El pintor y cronista Giorgio Vasari cuenta cómo Baldassare Castiglione fue enviado por Federico II Gonzaga para conseguir que Romano creara pinturas y proyectos de arquitectura e ingeniería para el Ducado de Mantua. Romano aceptó tales ofrecimientos, y desarrolló el resto de su carrera en Mantua.
Su obra maestra de arquitectura y pintura de frescos se halla en un suburbio de aquella ciudad llamado Tè: es la residencia de verano de los duques de Mantua, el Palazzo Tè (1525-1534), con sus famosos frescos ilusionistas, como el conjunto llamado El Olimpo caracterizado por su estilo extravagante y pleno de énfasis. El Palazzo Te es una construcción articulada en torno a un patio central siendo una de sus principales características la armonía entre los diversos motivos clasicistas que la adornan (metopas, frisos, bandas lombardas, almohadillados, columbarios, etc.). También allí ayudó a reconstruir el palacio ducal de Mantua, la catedral y diseñó además la iglesia cercana de San Benedicto. Varios sectores inundables de Mantua se desecaron bajo la dirección de Romano. Nunca le faltaron el apoyo y la amistad del duque; se dice que cobraba más de 1000 ducados al año. Su estudio se convirtió en una escuela de arte muy famosa.
Según la tradición renacentista, muchas obras de Romano fueron sólo temporales (efímeras):
Expresa el Vasari en "Vita": "Cuando Carlos V vino a Mantua, Giulio, por orden del Duque, construyó bellos arcos, escenas de comedia y otras cosas sin par; nadie como él para las mascaradas, o para hacer curiosos atuendos para justas, fiestas, torneos, que maravillaron al emperador y a todos los presentes. Para la ciudad de Mantua, en varios momentos diseñó templos, capillas, casas, jardines, fachadas, y era tan aficionado a decorarlas, que por propia iniciativa saneó sitios sucios, llenos de agua estancada y totalmente inhabitables, en lugares acogedores y agradables"
Romano también diseñó tapices, y el álbum erótico "I Modi", que fue expertamente grabado por Marcantonio Raimondi, quien sufrió prisión en Roma por atentar contra la moral de la época. 
En 1546, cuando era nombrado arquitecto de la Basílica de San Pedro, Giulio Romano muere. 
Giulio Romano tiene la distinción de ser el único artista del Renacimiento mencionado por William Shakespeare. En el acto V, escena II de "El cuento de invierno" , la estatua de la reina Hermíone está esculpida por "aquel raro maestro italiano, Julio Romano" . Significativamente, Romano no se dedicó a la escultura.

## Selección de obras
- Logias vaticanas (1519).
- Lapidación de San Esteban (Santo Stefano, Génova): "Giulio nunca hizo una obra más bella que ésta," dijo Vasari.
Domenico del Barbiere grabó la imagen, por lo que influyó en diseñadores que nunca vieron el original en Génova.
- Fuego en el Borgo o El incendio del Borgo, 1514, fresco (Estancias de Rafael en el Palacio Apostólico de la Ciudad del Vaticano).
- Adoración de los Magos, Museo del Louvre.
- La Adoración de los pastores, óleo sobre tabla, 48 x 37 cm. Copia de su original perdido. En colaboración con Giovanni Francesco Penni. Museo del prado, Madrid.
- Noli me tangere, óleo sobre tabla, 220 x 160 cm. Copia de su original perdido. En colaboración con Giovan Francesco Penni. Museo del Prado, Madrid.
- Batalla de Constantino contra Majencio o también llamada Batalla del puente Milvio, 1520-1524.
- Virgen con el Niño, 1522-1523, Roma, Palazzo Barberini, Galleria Nazionale d'Arte Antica.
- Figuras alegóricas, pluma y tinta sepia sobre grafito (Museo de Bellas Artes de San Francisco).
- Virgen con el Niño. Galería de los Uffizi, Florencia.
- Sala de los gigantes, 1532-1535, frescos en el Palazzo Te, donde aplica una profundidad ilusionista experimental, con figuras grotescamente deformadas y el colapso de una grandiosa arquitectura, dando la impresión que el espectador va a ser enterrado bajo las ruinas y absorbidos por el torbellino del pavimento.
- Triunfo de Tito y Vespasiano, 1537, Museo del Louvre.